# Desa Tanggungan (administrativ by i Indonesien, lat -7,25, long 111,56)
Desa Tanggungan är en administrativ by i Indonesien.   Den ligger i provinsen Jawa Timur, i den västra delen av landet, 500 km öster om huvudstaden Jakarta.